# Casaleggio Novara
Casaleggio Novara – miejscowość i gmina we Włoszech, w regionie Piemont, w prowincji Novara.
Według danych na rok 2004 gminę zamieszkiwało 847 osób, 84,7 os./km².